# Monte Brione
Monte Brione este o arie protejată (arie specială de conservare — SAC, sit de importanță comunitară — SCI) din Italia întinsă pe o suprafață de 66 ha, integral pe uscat.

## Localizare
Centrul sitului Monte Brione este situat la coordonatele 45°53′11″N 10°52′34″E / 45.886389°N 10.876111°E.

## Înființare
Situl Monte Brione a fost declarat sit de importanță comunitară în iunie 1995 pentru a proteja 30 de specii de animale. Situl a fost protejat și ca arie specială de conservare în martie 2014.

## Biodiversitate
Situată în ecoregiunea alpină, aria protejată conține 5 habitate naturale: Pajiști uscate seminaturale și facies de acoperire cu tufișuri pe substraturi calcaroase (Festuco-Brometalia) (* situri importante pentru orhidee), Păduri de Quercus ilex și Quercus rotundifolia, Formațiuni stabile xerotermofile de Buxus sempervirens pe pante stâncoase (Berberidion p.p.), Pante stâncoase calcaroase cu vegetație casmofită, Pajiști uscate seminaturale și facies de acoperire cu tufișuri pe substraturi calcaroase (Festuco-Brometalia) (* situri importante pentru orhidee).
La baza desemnării sitului se află mai multe specii protejate:
- păsări (26): cucuvea (Athene noctua), buha (Bubo bubo), caprimulg (Caprimulgus europaeus), lăstun de casă (Delichon urbicum), șoim călător (Falco peregrinus), vânturel roșu (Falco tinnunculus), muscar negru (Ficedula hypoleuca), frunzăriță galbenă (Hippolais icterina), rândunică (Hirundo rustica), capîntortură (Jynx torquilla), privighetoare (Luscinia megarhynchos), gaia neagră (Milvus migrans), mierlă albastră (Monticola solitarius), muscar sur (Muscicapa striata), pietrar sur (Oenanthe oenanthe), ciuf-pitic (Otus scops), codroșul de pădure (Phoenicurus phoenicurus), pitulice de munte (Phylloscopus bonelli), pitulice sfârâitoare (Phylloscopus sibilatrix), pitulice-fluierătoare (Phylloscopus trochilus), mărăcinar negru (Saxicola torquatus), turturică (Streptopelia turtur), huhurez mic (Strix aluco), silvie de zăvoi (Sylvia borin), silvie mediteraneană (Sylvia melanocephala), pupăză (Upupa epops)
- mamifere (1): liliacul mare cu potcoavă (Rhinolophus ferrumequinum)
- nevertebrate (3): croitorul mare al stejarului (Cerambyx cerdo), Euplagia quadripunctaria, rădașcă (Lucanus cervus)

Pe lângă speciile protejate, pe teritoriul sitului au mai fost identificate 46 de specii de plante, 8 specii de mamifere, 5 specii de reptile.